# Chiasmocleis anatipes
Chiasmocleis anatipes е вид жаба от семейство Тесноусти жаби (Microhylidae). Видът не е застрашен от изчезване.

## Разпространение
Разпространен е в Еквадор и Перу.

## Описание
Популацията на вида е стабилна.